# Solpuga roeweri roeweri
Solpuga roeweri roeweri es una subespecie de arácnido  del orden Solifugae de la familia Solpugidae.

## Distribución geográfica
Se encuentra en Kenia.